# Melanochyla kunstleri
Melanochyla kunstleri är en sumakväxtart som beskrevs av George King. Melanochyla kunstleri ingår i släktet Melanochyla och familjen sumakväxter. Inga underarter finns listade i Catalogue of Life.